# Barrington Watson
Barrington Watson (* 9. Januar 1931 in Lucea, Hanover Parish, Jamaika; † 26. Januar 2016 in Kingston, Jamaika) war ein jamaikanischer Maler und Schriftsteller. Der Bildhauer Basil Watson ist ein Sohn von Barrington Watson.

## Leben
Nachdem er das Kingston College besucht hatte, wanderte er nach London aus, wo er an der London School of Printing and Graphic Art und am Royal College of Art  studierte. Bevor er 1961 nach Jamaika zurückkehrte, hielt er sich unter anderem in Amsterdam, Paris und Madrid auf. 
1962 wurde er erster Direktor der neu gegründeten Jamaica School of Art. Später gründete er in seinem Heimatland verschiedene Organisationen und Einrichtungen, darunter die Contemporary Jamaican Artists Association (1964) und die Jamaica Art Foundation (1985).
Er veröffentlichte mit Shades Of Grey auch eine Sammlung von Kurzgeschichten.
Wichtigstes Thema seiner Werke ist das Leben der Bevölkerung.

## Auszeichnungen (Auswahl)
- Stipendium der deutschen Regierung
- Sonderpreis der spanischen Biennal in Barcelona (1967)
- Ehrenprofessur am Spelman College, Atlanta (1971)
- Jamaikanische Ehrenmedaille (1980)
- Preis des jamaikanischen Premierministers (1984)

## Ausstellungen (Auswahl)
Die folgenden Ausstellungen waren allein Watson gewidmet
- Greer Gallery, New York (1968)
- Georgia State University, Atlanta (1970)
- Astoria-Galerie, München (1979)

Dazu zahlreiche Ausstellungen auf Jamaika. Die von ihm gegründete Gallery Barrington stellt ebenfalls regelmäßig seine Werke aus.